# Moncontour, Côtes-d'Armor
Moncontour (bretonsko Monkontour) je naselje in občina v francoskem departmaju Côtes-d'Armor regije Bretanje. Leta 2006 je naselje imelo 935 prebivalcev.

## Geografija
Kraj leži v pokrajini Bretaniji ob reki Evron, 22 km jugovzhodno od središča Saint-Brieuca.

## Uprava
Moncontour je sedež istoimenskega kantona, v katerega so poleg njegove vključene še občine Bréhand, Hénon, Penguily, Quessoy, Saint-Carreuc, Saint-Glen, Saint-Trimoël, Trébry in Trédaniel z 11.152 prebivalci.
Kanton Moncontour je sestavni del okrožja Saint-Brieuc.